# ژمنا وودکا
ژمنا وودکا (به لهستانی:  Zimna Wódka) یک روستا در لهستان است که در گمینا اویازد (استان اوپوله) واقع شده‌است. ژمنا وودکا ۷۲۰ نفر جمعیت دارد.